# شارع باريس (مدينة تونس)

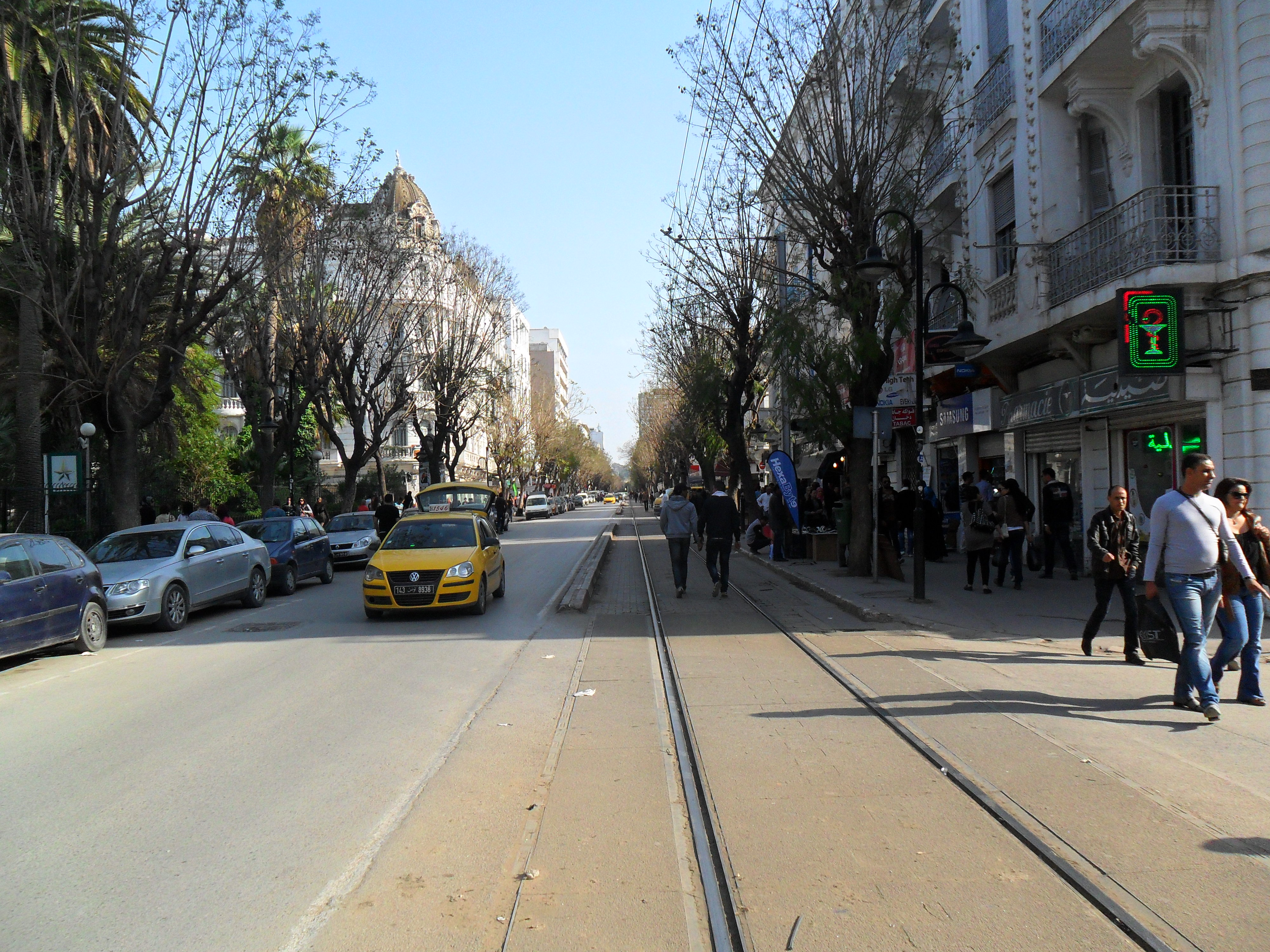
مشهد لشارع باريس في اتجاه شارع الحبيب بورقيبة

شارع باريس هو من أشهر شوارع تونس العاصمة. وينتهي بشارع الحبيب بورقيبة. وتوجد به بعض المؤسسات الهامة مثل مقر وزارة أملاك الدولة والشؤون العقارية والشركة التونسية للتأمين وإعادة التأمين ودار الثقافة ابن رشيق والمعهد العالي للموسيقى ومكتبة شارل ديغول الفرنسية ونزل الماجستيك.
يسلك هذا الشارع المترو المتجه نحو محطة ساحة برشلونة للمترو، والسيارات في الاتجاه المعاكس.